# Krok (jednotka)
Krok je stará česká jednotka délky, která se uvádí asi na 59 cm. Byla používána pro měření nějaké plochy či místa. Existují i specializovanější jednotky jako je námořní nebo vojenský krok.